# Wellington Urban Motorway

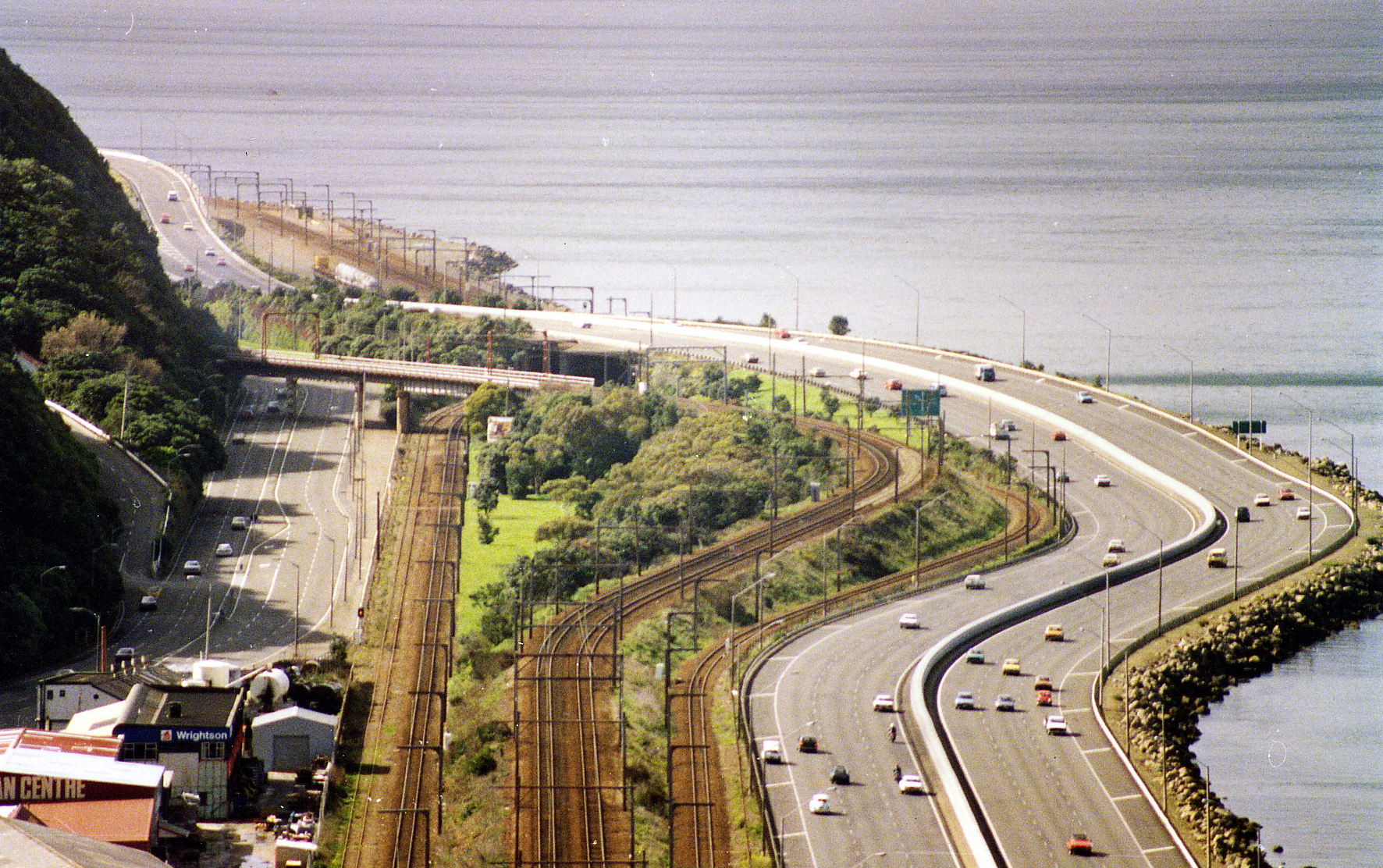
Wellington Urban Motorway w 1994 roku

Wellington Urban Motorway - główna droga wjazdowa i wyjazdowa ze stolicy Nowej Zelandii, Wellington, jest częścią New Zealand State Highway 1. Ma 7 km długości i od trzech do sześciu pasów jezdni. Wyprowadza ruch z Ngauranga Interchange do dzielnicy biznesowej miasta (ang. CBD).

## Przebieg drogi
Od Ngauranga Interchange droga prowadzi na południe wzdłuż wybrzeża i linii kolejowych: North Island Main Trunk Railway i Wairarapa Line. Po przebyciu dzielnicy Kaiwharawhara droga biegnie przez mierzący 1335 metrów długości most w dzielnicy Thorndon, zaś następnie wjeżdża do dzielnicy Kelburn. Droga prowadzi swój bieg przez Terrace Tunnel, by skończyć bieg przy ulicy Vivian Street.

## Skrzyżowania
| Obszar                                           | Dzielnica               | Wyjazd (cel)                          | Uwagi                              |
| ------------------------------------------------ | ----------------------- | ------------------------------------- | ---------------------------------- |
| Droga zaczyna swój bieg od Ngauranga Interchange |                         |                                       |                                    |
| Wellington City                                  | Ngauranga               | SH 2 Hutt Road Hutt Valley, Masterton | północny wyjazd i południowy wjazd |
| Wellington City                                  | Thorndon                | Aotea Quay Waterfront                 | południowy wyjazd i wjazd          |
| Wellington City                                  | Thorndon                | Murphy Street Thorndon                | południowy wyjazd i północny wjazd |
| Wellington City                                  | Thorndon                | Hawkestone Street Karori              | południowy wyjazd i wjazd          |
| Wellington City                                  | Thorndon                | Tinakori Street Thorndon              | północny wyjazd i południowy wjazd |
| Wellington City                                  | Wellington CBD          | The Terrace Kelburn                   | południowy wyjazd i północny wjazd |
| Wellington City                                  | Terrace Motorway Tunnel |                                       |                                    |
| Wellington City                                  | Te Aro                  | SH 1 Vivian Street Airport, Seatoun   | jedynie południowy wyjazd          |
| Droga wchodzi w skład Vivian Street              |                         |                                       |                                    |